# Santa María Chimalapa
Santa María Chimalapa är en ort i Mexiko.   Den ligger i kommunen Santa María Chimalapa och delstaten Oaxaca, i den sydöstra delen av landet, 500 km sydost om huvudstaden Mexico City. Santa María Chimalapa ligger 313 meter över havet och antalet invånare är 2 540.
Terrängen runt Santa María Chimalapa är huvudsakligen kuperad, men den allra närmaste omgivningen är platt.  Trakten runt Santa María Chimalapa är nära nog obefolkad, med mindre än två invånare per kvadratkilometer. Santa María Chimalapa är det största samhället i trakten. I omgivningarna runt Santa María Chimalapa växer i huvudsak städsegrön lövskog.